# Tales of Hearts
Tales of Hearts (テイルズオブハーツ, Teiruzu Obu Hātsu) est un jeu vidéo de rôle développé par Namco Tales Studio et édité par Bandai Namco Games. Il est sorti sur Nintendo DS le 18 décembre 2008 au Japon. Il fait partie de la série des Tales of. Ce jeu est sorti sous deux versions différentes (CG et Anime) qui ne se distinguent que par la nature de leurs cinématiques. En effet, tandis que la Anime Version propose des cinématiques dans un style très dessin animé, la CG version opte pour des cinématiques réalisées en images de synthèse à l'instar d'autres jeux qui ont la même pratique tels Final Fantasy III. Cette décision crée alors une polémique autour du jeu : la série des Tales of a pour habitude de réaliser ses cinématiques dans le style anime depuis toujours.
Un remake intitulé Tales of Hearts R est publié sur PlayStation Vita le 7 mars 2013 au Japon puis en novembre 2014 en Amérique du Nord et en Europe.

## Personnages jouables
Le joueur peut incarner six protagonistes : Shing, Kohak, son frère Hisui, Kunzite, Beryl et Innes.
- Shing Meteoryte (シング・メテオライト, Shingu Meteoraito?) (voix japonaise: Tetsuya Kakihara) : un jeune homme qui possède une curiosité naturelle et étendue pour le monde. Shing vit avec son grand-père Zeks dans la petite ville de Seeble. Il hérita de son grand-père et de sa mère, l'aptitude d'utiliser son Soma. À cause de son inexpérience et de sa trop grande curiosité, il manque de tact dans ses paroles et dans ses gestes. Il note ses propres erreurs, et est capable de les surmonter. Il lui a été remit le Soma "Asteria" (アステリア, asuteria?) par son grand-père, qui la conserve depuis des générations. Après une attaque de la sorcière Incarose, des morceaux de l'esprit de Kohak s'éparpillent autour du monde, changeant par la même ses émotions. De plus, le grand-père meurt, ce qui contraint Shing à se joindre à  Hisui et Kohak pour sauver cette dernière. À Niberg, il est révélé que Creed Graphite (qui s'est réveillé lorsque Shing (colérique et plein de rancœur) a perdu son sang froid à la suite de la mort de son grand-père (et qui est le maitre de Incarose)), s'est installé dans le cœur de Shing. En Japonais l'association de « Shin » (心, shin?) et "Gu" (具, gu?), semble vouloir signifier : armé avec un cœur.

- Kohak Hearts (コハク・ハーツ, Kohaku Hātsu?) (voix japonaise: Marina Inoue) : une jeune femme qui est sortie de sa ville pour une seule raison : elle partie pour seeble car elle avait besoin de Soma. Shing la trouve au début du jeu évanouie sur la plage aux côtés de son frère. On découvrira ensuite qu'elle aussi, n'était qu'un récipient qui contient Richea qui, comme pour Creed avec Shing, s'est établi dans son cœur. Elle est propriétaire du Soma "Elrond" (エルロンド, erurondo?), qui est le souvenir que Shing a de sa mère. Son nom : « kohaku » (琥珀, Kohaku?), signifie en japonais "ambre", une pierre organique.

- Hisui Hearts (ヒスイ・ハーツ, Hisui Hātsu?) (voix japonaise: Masaya Matsukaze) : c'est le frère ainé de Kohak. Excessivement protecteur envers sa cadette, il cherche toujours à la défendre quoi qu'il se passe. Il est très têtu malgré son apparence et ses attitudes nonchalantes. Il possède le Soma « Gale Arc » (ゲイルアーク, Geiruāku?). En japonais, son nom signifie « jade » : une pierre d'origine minérale.

- Innes Lorenz (イネス・ローレンツ, Inesu Rōrentsu?) (voix japonaise: Shizuka Itō) : une femme hors-norme, dotée d'une force surhumaine et d'un corps de rève. Elle est le manageur du magasin « Chaque jour est un jour de paix » et en est l'unique employé. Elle sourit souvent et garde tout le temps son calme. Elle possède l'esprit "Folseus" (フォルセウス, Foruseusu?). Son nom est basé sur une double association de minéraux.

- Beryl Benito (ベリル・ベニト, Beriru Benito?) (voix japonaise: Saeko Chiba) : toute petite et enfantine, Beryl possède un caractère très impulsif mais est également un peu folle. Très amusante, ses réactions sont toujours surdimensionnées. Elle veut devenir artiste-peintre et se bat avec ses pinceaux. C'est une grande enfant, peu coopérative. Elle possède le soma "Thiers" (ティエール, Tiēru?). Son nom est lui aussi, une association de deux pierres ou mineraux.

- Kunzite (クンツァイト, Kuntsaito?) (voix japonaise: Hozumi Gōda) : une machine dotée d'un cœur. Créé pour protégé, il possède un visage froid, peu expressif et tente par tous les moyens d'arriver à ses fins. Il possède le soma "Vex" (ヴェックス, Vekkusu?).

## Graphismes
Le moteur de Tales of Hearts est réellement impressionnant pour de la DS, le jeu mellant une 3D détaillée et des combats en 2D d'un rare dynamisme. Les couleurs sont extrêmement variés et les environnements bénéficient d'un souci du détail évident, particulièrement en ce qui concerne les villages et les donjons. Les monstres rencontrés lors des phases de combats possèdent tous un charme certain, et chaque personnage du jeu (qu'il soit protagonistes ou figurant) est très détaillé au niveau des expressions et des costumes. Tales of Hearts semble même parfois adopter un style old-school qui s'intègre très bien.
Le bestiaire semble être un mélange de Tales of Rebirth et Tales of Destiny 2, bien que le soft possède son lots de monstres inédits. Les animations s'avèrent globalement impressionnantes pour de la DS, le jeu affichant presque un rendu de PSX. Les sortilèges et attaques ne sont pas très aboutis, bien qu'ils rajoutent au dynamisme de l'action. Les hi-ougi bénéficient d'un soin assez notable et se révèlent comme assez impressionnants, qu'il s'agisse d'hi ougi de héros, ou d'antagonistes Vidéo de démonstration des Hi ougi.
On note que Tales of Hearts possède une particularité au niveau des déplacements sur la carte. En effet, le joueur se déplace dans une série de chemins où les monstres apparaissent (les combats sont donc évitables). Pour se déplacer directement sur la carte, il est nécessaire d'avoir visité la totalité du dit-continent. Ainsi, la carte semble plus aboutie que dans les autres opus (Tales of the Tempest entre autres). Sur la carte, les monstres n'apparaissent pas. Le joueur peut a tout moment décider d'emprunter les chemins plutôt que de naviguer sur la carte.

## Système de jeu
Comme dans les deux précédents volets de la Nintendo DS, Tales of Hearts permet de faire entrer trois personnages sur l'aire de combat. Comme à l'accoutumée, les combats se déroulent en temps réel et le joueur peut décider pour chaque personnage une fonction, un rôle (soigneur, magicien, corps à corps...etc.), des attaques spécifiques, le tout dans un système 2D particulièrement dynamique.
Le joueur peut effectuer des attaques a l'unisson en invoquant un personnage issu des autres opus de la série Tales of à l'image de Lloyd Irving (Tales of Symphonia) ou Yuri (Tales of Vesperia). On note également que le joueur n'a pas de PT (points techniques). Cependant, il y a quand même des restrictions (présence d'une barre qui se vide au fur et à mesure des enchainements et se régénère ensuite). On observe aussi l'apparition des EG (Emotional Gauge) qui n'est pas sans rappeler le CC System de Tales of Destiny. Les attaques aériennes peuvent être enchainées entre elles.
Les hi-ougi (sortes d'attaques ultimes) sont peu nombreuses mais sont présentes et utilisables plusieurs fois par combat (la barre EG diminue alors fortement). On note que les armes et équipements ne sont pas à acheter. En effet, le personnage peut changer d'armes que lorsque certaines aptitudes (contenues dans une liste) sont débloquées. Elles sont appelées les Soma Build et se décomposent en quatre groupes : Parameter Skills (augmenter des statistiques du personnage), Action Skills (attribuer des actions supplémentaires en combats comme un coup de plus ou un saut plus rapide, etc.), Support Skills (augmenter la résistance a un élément ou un sort, etc.) et les Battle Skills (permettent de développer une technique ou d'apprendre un sort par exemple).

## Audio
La bande originale du jeu s'intitule Eien no Ashita, illustré par une cinématique d'introduction (qu'il s'agisse de la version Anime ou de la version CG). Cette chanson est interprétée par le groupe japonais Deen, également interprète de Yume de Aru Yō ni qui n'est autre que la bande originale du jeu Tales of Destiny, ou de la chanson "Hitori Ja Nai" qui est le 1er générique de fin de Dragon Ball GT.
Tales of Hearts possède des phases de cinématiques admirablement doublées en japonais par des acteurs spécialisés, qui font ressentir au joueur l'émotion du discours de chaque personnage (détresse, amour, colère, etc.). Les musiques du soft sont assez correctes (à l'image du thème "VS Proto Zerom", "Exceed the Limit", "Activate, Soma Link!!" ou encore dans un style plus mélancolique "Approaching Sorceress").
L'OST officielle du jeu est paru le 10 décembre 2008, soit 8 jours avant le jeu en lui-même. Elle a été éditée par BMG Japan Entertainment et la musique fut composée par Motoi Sakuraba,
| OST complète | OST complète                               | OST complète |
| #            | Titre                                      | Longueur     |
| Disc 1       | Disc 1                                     | Disc 1       |
| ------------ | ------------------------------------------ | ------------ |
| 1            | Eternal Tomorrow (Tales of Hearts Version) | 1:59         |
| 2            | TALES OF HEARTS                            | 1:46         |
| 3            | Thundering Hegira                          | 0:47         |
| 4            | Flee - Escaping the Forest                 | 0:23         |
| 5            | Jaws of Death                              | 0:11         |
| 6            | Fearsome Pursuer                           | 0:59         |
| 7            | Incarose the Sorcerer                      | 1:03         |
| 8            | Two Moons                                  | 0:16         |
| 9            | Oath to the Moon                           | 0:20         |
| 10           | Radiance of the Spirune                    | 1:34         |
| 11           | Overflowing Nightmare                      | 2:30         |
| 12           | Warmly Hometown                            | 2:29         |
| 13           | Present World                              | 2:27         |
| 14           | Pinch After Pinch                          | 1:07         |
| 15           | Mysterious Arms Soma                       | 2:14         |
| 16           | Hoist the Soma!                            | 0:46         |
| 17           | The Suddenly Changing World                | 1:46         |
| 18           | Spirmaze -Sorrow-                          | 1:20         |
| 19           | Zerom Appears                              | 2:34         |
| 20           | Link Out                                   | 0:24         |
| 21           | Spirune, Like a Flower......               | 0:38         |
| 22           | Town - Lives of People                     | 1:30         |
| 23           | Into the Bottom of Darkness                | 1:19         |
| 24           | Eyes Staring at the Truth                  | 1:31         |
| 25           | Valleia Crystal Knights                    | 2:27         |
| 26           | Boisterous Plaza                           | 1:33         |
| 27           | Spirmaze -Anger-                           | 1:18         |
| 28           | Put Hopes Into Spiria!                     | 1:27         |
| 29           | Endless Journey                            | 1:17         |
| 30           | Unbroken Sword                             | 2:32         |
| 31           | Spiria Disappears                          | 0:59         |
| 32           | Unforgettable Memories                     | 1:37         |
| 33           | To the Still Unseen Land                   | 1:35         |
| 34           | enjoy life                                 | 1:14         |
| 35           | Mysterious Being, Windam                   | 1:32         |
| 36           | Fear To The Unknown                        | 1:05         |
| 37           | Fly! Anti-Air!                             | 2:25         |
| 38           | The Global Imperial Capital, Estrega       | 2:25         |
| 39           | Glory of the Imperial Army                 | 1:50         |
| 40           | World Filled with Sorrow                   | 1:26         |
| 41           | Found! Mysterious Town!                    | 2:16         |
| 42           | Let's Challenge!                           | 1:33         |
| 43           | Space of Important Thoughts, Helwells      | 2:26         |
| 44           | Exceed the Limit                           | 2:30         |
| 45           | VS Proto Zerom                             | 2:52         |
| Disc 2       |                                            |              |
| 1            | Everyday is a Carnival                     | 2:15         |
| 2            | Gather, Warriors!!                         | 2:19         |
| 3            | The Shown Courage                          | 2:32         |
| 4            | Strayless Runaway                          | 1:10         |
| 5            | Who Are You Fighting For?                  | 2:44         |
| 6            | Lovely Pransoule                           | 2:16         |
| 7            | Erosion of the Imperial Castle             | 2:08         |
| 8            | Richea's Lullaby                           | 3:14         |
| 9            | Scarlet-haired Devil                       | 2:17         |
| 10           | Approaching Sorceress                      | 2:14         |
| 11           | It Appears! 'The Thorny Forest'            | 1:01         |
| 12           | Activate, Soma Link!!                      | 2:34         |
| 13           | Spirmaze -Happiness-                       | 1:11         |
| 14           | Village of the Barrier                     | 2:00         |
| 15           | Beginning of the End                       | 0:46         |
| 16           | Bonded Wings, Lienheit                     | 2:50         |
| 17           | Mobile Crystal Castle, Sandrion            | 2:15         |
| 18           | Restless Spiria                            | 2:34         |
| 19           | To the White World                         | 0:48         |
| 20           | Crystal World -Quartia-                    | 2:15         |
| 21           | 'Whitened City'                            | 2:15         |
| 22           | Tower of Nothingness                       | 2:13         |
| 23           | Hearts to Hearts                           | 0:57         |
| 24           | Fly, to the Place of Showdown!!            | 0:17         |
| 25           | Pulse of Gardenia                          | 3:08         |
| 26           | Infinite Darkness                          | 2:41         |
| 27           | Glitter! Like a Star                       | 2:59         |
| 28           | Creed Graphite                             | 3:02         |
| 29           | Spiria of the Stars                        | 1:34         |
| 30           | Sleeping Princess of 'The Thorny Forest'   | 2:31         |
| 31           | Eternal Tomorrow (Ending Version)          | 5:19         |

## Réception
Tales of Hearts a obtenu le score de 33/40 du Magazine de jeu vidéo Famitsu,. Le site français spécialisé Kingdom of Tales a attribué à Tales of Hearts la note de 16/20. Les joueurs sont très satisfaits[réf. nécessaire] du jeu en lui-même pour son scénario particulier, son système de jeu dynamique et ses graphismes honorables. En 3 jours, la seule version anime s'est vendue à 124 000 exemplaires (bien plus que la version CG). Au 28 juin 2009, le jeu affichait des ventes s'élevant a 259 000 copies écoulées, devenant la meilleure vente de la série sur Nintendo DS mais aussi l'un des titres de la série principale les moins bien vendus.